# Ruangwa
Ruangwa es un valiato de Tanzania perteneciente a la región de Lindi.
En 2012, el valiato tenía una población de 131 080 habitantes, de los cuales 5435 vivían en la kata de Ruangwa.
El valiato se ubica en el centro-sur de la región, limitando al sur con la región de Mtwara. La localidad se ubica unos 70 km al oeste de la capital regional Lindi.

## Subdivisiones
Se divide en las siguientes 21 katas:
- Chibula
- Chienjele
- Chinongwe
- Chunyu
- Likunja
- Luchelegwa
- Makanjiro
- Malolo
- Mandarawe
- Mandawa
- Matambarale
- Mbekenyera
- Mnacho
- Nachingwea
- Nambilaje
- Namichiga
- Nandagala
- Nanganga
- Narung'ombe
- Nkowe
- Ruangwa (la capital)